# Giorgio Rossi (coreografo)
Giorgio Rossi (Tradate, 1960) è un danzatore e coreografo italiano.

## Biografia
Giorgio Rossi nacque a Tradate in provincia di Varese nel 1960. Si trasferì poi prima a Milano dove studia alla scuola Quelli di Grock, per poi trasferirsi a Parigi dove frequentò il Conservatoire National des Arts du Cirque et du Mime.
Nel 1980 entra nella compagnia “Teatro e Danza La Fenice di Venezia”‚ diretta da Carolyn Carlson e partecipa agli spettacoli Undici onde, Underwood e all'opera L'Orfeo di Gluck. Tra il 1982 e il 1984 lavora come solista con il gruppo punk rock Dr. Chattanuga e i suoi Navarones, con cui pubblicò alcuni brani nelle compilazioni Ticino Musica Vol. 3 (Gea Records, 1983) e CH Rock Fest '84 (Ex Libris, 1984).
Nel 1984 crea l'assolo Questo e quell'altro per il Cantiere Internazionale d'Arte di Montepulciano. Nel 1985 fonda il Teatro Alogena a Milano e mette in scena con G.B. Storti Improvvise identificazioni, spettacolo prodotto dal C.R.T. Nel 1987, coreografa ed esegue lo spettacolo Dai colli, con le scenografie di Andrea Pazienza. Nello stesso anno crea le coreografie per il film Le avventure del barone di Munchausen di Terry Gilliam. Nel 1988 realizza le coreografie per il riallestimento dello spettacolo Alice di Lindsay Kemp. Nel 1989 crea Frail creation per la Collage Dance Company di Oslo. Nel 1990 realizza gli spettacoli La stanza per la compagnia Grif Theatre di Amsterdam e Rapsodia per una stalla. Nel 1992 partecipa come danzatore allo spettacolo I forestieri‚ con la coreografia di Raffaella Giordano. Nello stesso anno realizza l'assolo Balocco.
Nel 1994 con Raffaella Giordano crea lo spettacolo Danze rosa blu con le musiche di Shostakovic, realizzato in coproduzione con il Festival RomaEuropa, debutta nel luglio 1994 a Torino Danza. Nel 1995 coreografa e interpreta lo spettacolo Sul coraggio. Pasatua che va alla fontana che debutta al Black Box Teater di Oslo. Nello stesso anno, con Raffaella Giordano, dà vita all'Associazione Sosta Palmizi (la compagnia si era sciolta nel 1990) e partecipa alla Maratona Internazionale di Danza all'interno del XXXVIII Festival dei Due Mondi di Spoleto con frammenti da Il cortile riunendo il nucleo storico della compagnia. Con lo stesso gruppo partecipa, sempre nel 1995, alle riprese del film Io ballo da sola di Bernardo Bertolucci. Nel 1996 debutta a Oslo con la coreografia Come nuvole su musiche di Jon Balke. Nel 1997 crea la coreografia di Expo 97 insieme a Flavia Marini, concerto di Jon Balke per il Festival di Jazz di Molde (Norvegia). Nello stesso anno al Castello Pasquini di Castiglioncello debutta lo spettacolo Piume, nato dalla collaborazione con Vasco Mirandola e Simone Sandroni, realizzato in coproduzione con il Festival della Riviera etrusca.
Nel 1998 partecipa alla Biennale della Danza di Lione con lo spettacolo Piume e vince il Premio della critica “Danza&Danza” come migliore coreografo/danzatore. Nel 1999 debutta al Teatro al Parco di Parma con lo spettacolo Spara alla pioggia di Paolo De Falco; nel 2000 con Simone Sandroni coreografa Oltre per il Teatro Muk diretto da Vasco Mirandola. Nello stesso anno per la “Casa degli Alfieri” coreografa e interpreta lo spettacolo E d'accanto mi passano femmine... dedicato a Cesare Pavese i cui testi sono scritti e interpretati da Marco Baliani. Nel 2001 è autore e interprete di Caso che debutta all'Opera Festival di Bassano del Grappa. Lo stesso anno crea e interpreta Gli scordati, spettacolo per sei danzatori. Partecipa inoltre alla realizzazione delle coreografie di Ombra di luna, spettacolo di circo-teatro su progetto di Marcello Chiarenza prodotto dalla Biennale di Venezia e dal Circo Contemporaneo di Brescia. Nel 2002 partecipa come danzatore e coreografo allo spettacolo Il volo del falcone con musiche originali di Federico Bonetti Amendola e interpretato da Arnoldo Foà.
Nel 2006 crea e interpreta A.Paz., ispirato alla produzione di Andrea Pazienza. Nel 2007 realizza Rami, come quando fuori piove ed interpreta Edipo nello spettacolo di Lucia Poli Edipo e la Pizia. Con la cantautrice Paola Turci prende parte a Cielo, per una voce danzante e un corpo sonoro.
Nel 2012 crea una coreografia originale per il corpo di ballo del Teatro dell’Opera dal titolo Cielo di Marzo.
Nel 2014 coordina 320 giovani per il 620° Carnevale di Putignano, prosegue il suo progetto insieme ai 12 danz/attori – Artisti Associati Sosta Palmizi “Sulla felicità” che debutta in dicembre presso il Teatro Mecenate di Arezzo. Da Dove Nascono le Stelle è il titolo della nuova creazione 2015 di Giorgio Rossi e Simone Sandroni. La performance è una co-produzione tra la compagnia Sosta Palmizi e Dèjà Donné. Nel dicembre 2015, in occasione del debutto al Teatro Vascello di Da dove Nascono le Stelle nella versione femminile, con il coinvolgimento delle danzatrici Elisa Canessa e Fabritia D’Intino, Giorgio Rossi presenta il suo nuovo solo Lasciati amare. Nell’autunno 2015 Giorgio Rossi è stato protagonista di episodi di condivisione creativa con alcuni coreografi della sua generazione andando in scena con  220 Volt… e non sentirli e lo spettacolo 6QUI presentato all’interno della rassegna Invito di Sosta.
A giugno 2016 Giorgio Rossi collabora alla realizzazione delle coreografie dello spettacolo La tempesta di Shakespeare andato in scena nell’ambito della Festa di Teatro Eco Logico di Stromboli. Sempre nel 2016, l’artista, insieme ai danzatori Elisa Canessa, Federico Dimitri e Francesco Manenti debutta con lo spettacolo per bambini Col naso all’insù, realizzato con il sostegno di Armunia. Nel 2017 collabora con la compagnia El Grito per il progetto Uomo Calamita - work in progress di e con Giacomo Costantini e con la partecipazione di Wu Ming 2.
Nel 2018 è interprete, in uno dei ruoli principali, in Gran Circo Rossini produzione Fondazione Pergolesi Spontini e El Grito. Nel 2018 ha debuttato con nuovo lavoro di teatrodanza per bambini dal titolo Costellazioni. Pronti, partenza…spazio! creato con Savino Italiano, Olga Mascolo e Anna Moscatelli.
Nel 2019 è curatore della residenza formativa e creativa presso l’École des Sables di Dakar diretta da Germaine Acogny, per il progetto di scambio “Italie, Culture, Afrique” promosso da MIBACT, Ambasciata Italiana a Dakar, Istituto Italiano di Cultura, Accademia Nazionale di Danza. Da queste esperienza nasce Le Mélange des Anges, lavoro che coinvolge danzatori italiani e senegalesi nella valorizzazione attraverso la danza delle differenti identità culturali e nello scambio di pratiche artistiche.
Il 2020 vede Giorgio Rossi impegnato insieme a Elisa Canessa, Federico Dimitri e Francesco Manenti in una nuova produzione: Esercizi di Fantastica, una creazione dedicata al pubblico dei bambini e delle famiglie, ispirata dall’idea di Fantastica dello scrittore Gianni Rodari, di cui nel 2020 si celebrano i 100 anni dalla nascita. Nello stesso anno, insieme all’astrofisico Stefano Sandrelli e l’attrice Maria Eugenia D’Aquino, crea Black Black Sky – performing universe.
Nel 2021 è impegnato nella creazione di una nuova versione di Black Black Sky – performing universe e de Gli ultimi giorni di Pompeo, protagonista dell’opera multidisciplinare, il fumettista Andrea Pazienza dalla quale opera è stato preso il testo, uniti al linguaggio teatrale degli attori Riccardo Goretti e Massimo Bonechi.
Parallelamente al suo percorso di danzatore e coreografo, Giorgio Rossi si dedica all'insegnamento nell'ambito delle attività dell'Associazione Sosta Palmizi collaborando con numerose istituzioni didattiche come il Conservatorio Duncan di Praga, l'Accademia Nazionale di Pechino, l'Opera di Oslo e l'Istituto Nazionale di Danza Contemporanea Norvegese, l'Accademia di Rotterdam, il Forum Dança di Lisbona e altre istituzioni. Invitato da Carolyn Carlson ha insegnato alla Biennale di Venezia.

## Principali coreografie
- Rapsodia per una stalla (1990)
- Balocco (1992)
- Sul coraggio. Pastaia va alla fontana (1995)
- E la tua veste è bianca (1996)
- Piume (1997)
- Spara alla pioggia (1999)
- Gli scordati (2001)
- Hic! (2003)
- Lolita (2003) - (ideazione di Stefano Benni)
- Il vestito della scimmia (2004)
- Alma (2004)
- La favola esplosa (2005)
- A.Paz (2005)
- Cielo (2006)
- Rami (2007)
- Edipo e la Pizia (2007)
- Puntini puntini puntini (2009)
- Sphera (2009)
- Animaamatamente (2009)
- Scarpe (2009)
- Animalie (2010)
- Sulla felicità (2014)
- Da dove nascono le stelle (2015)
- Col naso all'insù (2016)
- Costellazioni... Pronti partenza spazio! (2017)
- Esercizi di Fantastica (2020)
- Black Back Sky - Performing Universe (2021)
- Agata (2022)
- Gli ultimi giorni di Pompeo di Andrea Pazienza (2022) - (dall'omonima opera Gli ultimi giorni di Pompeo di Andrea Pazienza)
- In_vento (2023)
- Vertigine della lista (2023)